# Baro Bošković
Baro Bošković (Dubrovnik, 27. travnja 1699. – Recanati, 5. svibnja 1770.) je bio hrvatski književnik. Pisao je pjesme. Pripadao je krugu hrvatskih latinista.
Bošković je rođen u od roditelja majke Paule Bettera, kćerke jedne talijanske bogate obitelji, i oca Nikole Boškovića, trgovca podrijetlom iz Orahovog Dola. Brat je slavnije braće Ruđera i Petra, a iz te obitelji je i pjesnica Anica Bošković.

Još u mladačkoj dobi je stupio u isusovački red.
U latinskim izvorima ga nalazimo pod Bartholomeus Boscovich.

## Djela
(popis nepotpun)
- Carmina et orationes, 1741. (suautor s Carlom Antoniom Rotijem i Giuseppeom Cominom)
- Selecta carmina patrum Societatis Jesu, 1747. (suautor je Joannes Baptista Lertius)
- Carmina selecta patrum Societatis Jesu, 1751. (suautor je Giovanni Battista Albrizzi)
- Selecta patrum Societatis Jesu carmina ... , 1754. (suautor je Matthaeus Rieger)
- Carmina recentiorum poetarum VII a Societate Jesu id est Julii Caesaris Cordarae, Raymundi Cunichii, Bernardi Zamagnae, Alphonsi Nicolai, Rogerii Boschovichii, Bartholomaei Boscovichii et Joannis Baptistae Roberti. , 1772. (suautori su : Giulio Cesare Cordara, Rajmund Kunić, Brne Džamanjić, Alphonsus Nicolaus, Ruđer Bošković, Giovanni Battista Roberti
- Collectio poetarum elegiacorum stylo, et sapore Catulliano scribentium ... Collegit, castigavit, praefatus est, suas accessiones ineditas addidit Carolus Michaeler ... , 1784. – 1785. (suautori: Rajmund Kunić, Brno Džamanjić, Karl Michaeler, Joseph Ritter von Kurzboeck

## Vanjske poveznice
- MZOS  Arhivirana inačica izvorne stranice od 9. lipnja 2007. (Wayback Machine) Ruđer Bošković i Bratovština Sv. Jeronima u Rimu
- (engl.) MZOS  Arhivirana inačica izvorne stranice od 9. lipnja 2007. (Wayback Machine) Ruđer Bošković and the Confraternity of St. Jerome at Rome
- 402 *** Povijesni prilozi (*.pdf)
- Povijesni prilozi, Hrvatski institut za povijest, god. 22, Zagreb
- Preddiplomski studij latinskog jezika i književnosti  Kolegij iz rimske književnosti: Rimsko bukolsko pjesništvo
- Filozofski fakultet Družbe Isusove u Zagrebu  Arhivirana inačica izvorne stranice od 10. srpnja 2007. (Wayback Machine)